# Tom Turesson
Tomas Turesson, detto Tom (17 maggio 1942 – 13 dicembre 2004), è stato un calciatore e allenatore di calcio svedese, di ruolo attaccante.

## Carriera

### Club
Ha giocato nell'Hammarby dal 1960 al 1968. Nel 1968 viene ceduto al Club Bruges, in Belgio. Tornò all'Hammarby dopo il campionato del mondo 1970 dove giocò fino al suo ritiro, avvenuto nel 1976.
Turesson, nell'Allsvenskan con l'Hammarby, ha totalizzato 227 presenze in cui ha segnato 49 gol.
In carriera ha inoltre giocato anche una partita in Coppa delle Coppe UEFA e 3 partite (con 4 reti segnate) in Coppa UEFA.

### Nazionale
Ha Preso parte, insieme alla Nazionale di calcio della Svezia, al campionato del mondo 1970.
Turesson, nella nazionale di calcio della Svezia, ha totalizzato 22 presenze in cui ha segnato 9 gol.

## Palmarès

### Club

#### Competizioni nazionali
- Superettan: 2

Hammarby: 1964, 1966
- Coppa del Belgio: 1

Club Bruges: 1969-1970